# Holy Moses
Holy Moses – niemiecki zespół thrashmetalowy pochodzący z Akwizgranu. Jeden z pierwszych niemieckich przedstawicieli gatunku.

## Skład

### Aktualny skład
- Sabina Classen – wokal
- Michael Hankel – gitar
- Oliver Jaath – gitara, bas
- Atomic Steiff – perkusja

### Byli członkowie

#### Wokal
- Jochen Fünders – (1980-1981)
- Iggy – (1981)
- Tom Hirtz (cztery tygodnie w 1984 roku)
- Andy Classen – (1994)

#### Gitara
- Jochen Fünders – (1980-1981)
- Jean-Claude – (1981)
- Andy Classen – (1981-1994)
- Georgie Symbos – (1987)
- Thilo Hermann – (1988)
- Rainer Laws – (1988-1990)
- Jörn Schubert – (2000-2002)
- Franky Brotz – (2000-2005)

#### Bas
- Ramon Brüssler – (1980-1986)
- Andre Chapelier – (1986-1987)
- Johan Susant – (1987)
- Thomas Becker – (1988-1990)
- Ben Schnell – (1990-1992)
- Dan Lilker – (1993-1994)
- Jochen Fünders – (2000-2001)
- Andreas Libera – (2001-2003)
- Alex De Blanco – (2003-2005)

#### Perkusja
- Peter Vonderstein – (1980-1981)
- Paul Linzenich – (1981-1984)
- Snake – (1984-1985)
- Herbert Dreger – (1985-1986)
- Uli Kusch – (1986-1990)
- Meff – (1992-1994)
- Julien Schmidt – (2000-2005)

## Dyskografia

### Albumy
- Queen of Siam – (AARRGG/SPV,1986)
- Finished With the Dogs – (AARRGG/SPV,1987)
- The New Machine of Lichtenstein – (WEA,1989)
- World Chaos – (West Virginia Records/SPV,1990)
- Terminal Terror – (West Virginia Records/SPV,1991)
- Too Drunk To Fuck - (West Virginia Records/SPV,1991)
- Reborn Dogs – (West Virginia Records/SPV,1992)
- No Matter What's the Cause – (Steamhammer/SPV,1994)
- Master of Disaster – (Century Media/SPV,2001)
- Disorder of the Order – (Century Media,SPV,2002)
- Strength Power Will Passion – (Armageddon Music/Wacken Records/Soulfood,2005)
- Agony of death – (Wacken Reckords/SPV,2008)

### Reedycja
- Queen of Siam – Reedycja – (2005)
- Finished With the Dogs – Reedycja – (2005)
- The New Machine of Lichtenstein – Reedycja – (2005)
- World Chaos – Reedycja – (2006)
- Terminal Terror – Reedycja – (2006)
- Reborn Dogs – Reedycja – (2006)
- No Matter What's the Cause – Reedycja – (2006)
- Master of Disaster – Reedycja – (2006)
- Disorder of the Order – Reedycja – (2006)

### Single/EPki
- "Roadcrew" – (1987)
- "Too Drunk to Fuck" – (1991)
- "Master of Disaster" (2001) (EP)

### Kompilacje
- Too Drunk to Fuck – (1993)

### Dema
- Black Metal Masters – (1980)
- Holy Moses – (1981)
- Satan's Angel – (1982)
- Call of the Demon – (1983)
- Heavy Metal – (1983)
- Death Bells – (1984)
- Walpurgisnight – (1985)
- The Bitch – (1986)